# Hiéroglyphe égyptien D62
Le hiéroglyphe égyptien D62 (orteils tournés vers la droite) est classifié dans la section D « Parties du corps humain » de la liste de Gardiner ; cet hiéroglyphe y est noté D62.

## Représentation
Il représente à l'origine des orteils mais il s'est muté en une forme abstraite de bâton et de corde (?). Il est translittéré sȝḥ.

## Utilisation
C'est une forme moins correcte sous la XVIIIe dynastie des orteils tournés vers la gauche
| D61 |

| D61 |

C'est un phonogramme trilitère ou complément phonétique de valeur sȝḥ.
Il a plusieurs variantes graphiques :
| D61 |

| D61 |

| D63 |

| D63 |